# Glicocalice
Il glicocalice, etimologicamente ‘mantello zuccherino’, è una struttura che ricopre la superficie esterna delle cellule, prevalentemente quelle procariote, vincolata alla faccia esterna del plasmalemma.
Costituisce lo strato più esterno della membrana plasmatica della cellula, la quale è costituita da tre tipi di macromolecole: proteine, lipidi e zuccheri, o carboidrati. In particolare gli zuccheri rappresentano circa l'1-2% delle componenti di membrana e si trovano perlopiù associati tramite legami chimici covalenti alle proteine ed ai lipidi, andando a costituire rispettivamente glicoproteine e glicolipidi. La componente zuccherina si trova associata a proteine e a lipidi unicamente a livello del versante extracellulare. L'insieme di tutti i residui zuccherini presenti sul versante esterno della cellula costituisce quindi il glicocalice. Esso può essere più o meno spesso a seconda della cellula.
Le funzioni del glicocalice sono molteplici: protegge la cellula e fornisce punti di ancoraggio ai recettori per il riconoscimento delle molecole dei loro ligandi. Quindi è fondamentale per la comunicazione e il riconoscimento cellulare. Inoltre le glicoproteine fanno aderire le cellule fra loro (per l'ancoraggio meccanico e la comunicazione reciproca) e fanno aderire la cellula alla matrice extracellulare.

## Struttura
Al microscopio elettronico il glicocalice appare come un materiale amorfo di aspetto granulare (sottile e non compatto) che ricopre completamente la parte superiore del plasmalemma. Nelle cellule degli epiteli assorbenti con microvilli, come quello dell'intestino, esso si estende al di sopra ed in mezzo tra i microvilli, andando a occupare anche lo spazio di circa 20 nm che intercorre quasi sempre tra una cellula e l'altra. In questo tessuto il glicocalice raggiunge un considerevole spessore ed è possibile notare una zona amorfa di circa 20 nm di spessore, che è direttamente in contatto con il plasmalemma e una zona esterna, di eguale spessore, di aspetto filamentoso. Laddove è particolarmente spesso, il glicocalice può essere messo in evidenza anche al microscopio ottico attraverso la reazione PAS, che colora di un tipico rosso magenta i residui zuccherini di una cellula.

## Composizione
La parte più esterna del glicocalice è composta prevalentemente da GAG, che vanno a coniugarsi con le proteine di membrana formando proteoglicani, mentre la zona amorfa più vicina alla membrana cellulare è costituita da oligosaccaridi ramificati che si legano covalentemente sia alle proteine che ai lipidi di membrana, formando rispettivamente glicoproteine e glicolipidi.
Una caratteristica chimico-fisica importante del glicocalice è quella di possedere, a livello delle catene zuccherine che fuoriescono dalla membrana, uno zucchero particolare, l'acido sialico: esso è uno zucchero acido, in quanto il carbonio in posizione 6 (C6) possiede un gruppo carbossilico che sostituisce quello ossidrilico: questo dissocia liberando una carica negativa. Essendo il glicocalice esterno alla cellula e contenendo il glicocalice acido sialico dissociato come anione, si avrà che la superficie esterna della cellula sarà carica negativamente. A tale carica negativa contribuiscono inoltre i monomeri zuccherini acidi, es, l'acido glicuronico, dei GAG dello strato più esterno del glicocalice. Maggiore è lo spessore del glicocalice maggiore sarà la carica negativa della membrana.

## Funzioni
La componente zuccherina è fondamentale per la membrana cellulare e le sue funzioni.
- Il glicocalice identifica il tipo di cellula

Le cellule dello stesso tipo si riconoscono tra loro perché riconoscono che hanno lo stesso glicocalice: è quindi la componente zuccherina che consente alle varie cellule di riconoscersi, in quanto essa completa i recettori omotipici di membrana coinvolti nel riconoscimento.
Questo è stato dimostrato attraverso esperimenti su cellule in co-coltura isolate da tessuti diversi: infatti, ponendo assieme in coltura cellule di natura epidermica insieme a epatociti, inizialmente le cellule erano frammiste ma ben presto si separavano in nidi omogenei di cellule dello stesso tipo: epidermiche ed epatiche. Tuttavia, se prima di piastrarle le cellule venivano trattate con enzimi che rimuovevano la componente zuccherina, le cellule non erano più in grado di riconoscersi e la formazione dei nidi omogenei avveniva con considerevole ritardo, necessario alle cellule per ri-sintetizzare il loro glicocalice
- Adesione cellulare

Molte cellule, ad esempio quelle epiteliali di rivestimento, si uniscono insieme a formare delle lamine che vanno a rivestire le superfici interne o esterne del nostro organismo. Questa lamina deve essere resistente alle varie sollecitazioni: dunque le cellule devono aderire e attaccarsi bene l'una all'altra, affinché non si separino compromettendo la funzione di barriera dell'epitelio. Per questo motivo esistono dei dispositivi, chiamati giunzioni intercellulari, che consentono alle cellule di aderire tra loro. Tali dispositivi sono costituiti da glicoproteine, in cui la loro componente zuccherina contribuisce in modo determinante all'adesione reciproca.
- Filtro-barriera

Il glicocalice, per la sua peculiare struttura chimica tridimensionale, agisce come una sorta di filtro di superficie che impedisce il passaggio verso i canali ed i trasportatori della membrana di molecole di grosse dimensioni.
Questo è utile negli epiteli assorbenti, come quello dell'intestino, in cui le macromolecole del cibo vengono completamente digerite in monomeri di piccole dimensioni prima che questi possano essere assorbiti dai sistemi preposti del plasmalemma.
- Assorbimento

Strettamente correlato al concetto espresso in precedenza, il glicocalice favorisce l'ingresso di determinate molecole piccole all'interno della cellula.
- Attività enzimatica

Molte glicoproteine di membrana sono anche enzimi capaci di catalizzare determinate reazioni (es. la lattasi dei microvilli delle cellule intestinali che scinde il disaccaride lattosio in glucosio e galattosio): la loro componente glicidica è importante per il riconoscimento ed il legame al loro specifico substrato.
- Repulsione elettrostatica

In virtù della sua carica elettrica negativa che dipende dalla presenza di zuccheri anionici, il glicocalice è molto importante nei globuli rossi, in quanto genera una repulsione elettrostatica che impedisce la loro agglutinazione. Mancando di un genoma tramite il quale rimpiazzare le loro macromolecole usurate, i globuli rossi vecchi perdono progressivamente il loro glicocalice e divengono appiccicosi, il che consente ai macrofagi della milza di riconoscerli e fagocitarli.
- Gruppi sanguigni

La componente zuccherina è importante anche per la giusta configurazione antigenica delle molecole che caratterizzano i gruppi sanguigni.

## Patologie correlate
Alcune patologie nell'uomo possono essere dovute ad anomalie nella composizione, nella struttura o nello spessore del glicocalice. In particolare, per via di una riduzione dello spessore del glicocalice è possibile riscontrare malattie a livello del sistema cardiovascolare e dei capillari cerebrali. Il glicocalice è inoltre alterato quantitativamente e qualitativamente in soggetti affetti da diabete o da ipertensione arteriosa. Tuttavia esistono delle terapie volte a ripristinare la quantità fisiologica di glicocalice nella cellula e a prevenire altre eventuali alterazioni.